# Turawa (gmina)
Turawa (niem. Gemeinde Turawa) – gmina wiejska w województwie opolskim, w powiecie opolskim. W 2008 roku w gminie wprowadzono język niemiecki jako język pomocniczy.
Siedziba gminy to Turawa.
Według danych z 30 czerwca 2004 gminę zamieszkiwało 9547 osób. Według danych z 31 grudnia 2017 roku gminę zamieszkiwało 9905 osób.
Według danych z 31 grudnia 2019 roku gminę zamieszkiwało 10 018 osób.

## Struktura powierzchni
Według danych z roku 2002 gmina Turawa ma obszar 171,46 km², w tym:
- użytki rolne: 30%
- użytki leśne: 52%

Gmina stanowi 10,81% powierzchni powiatu.

## Demografia

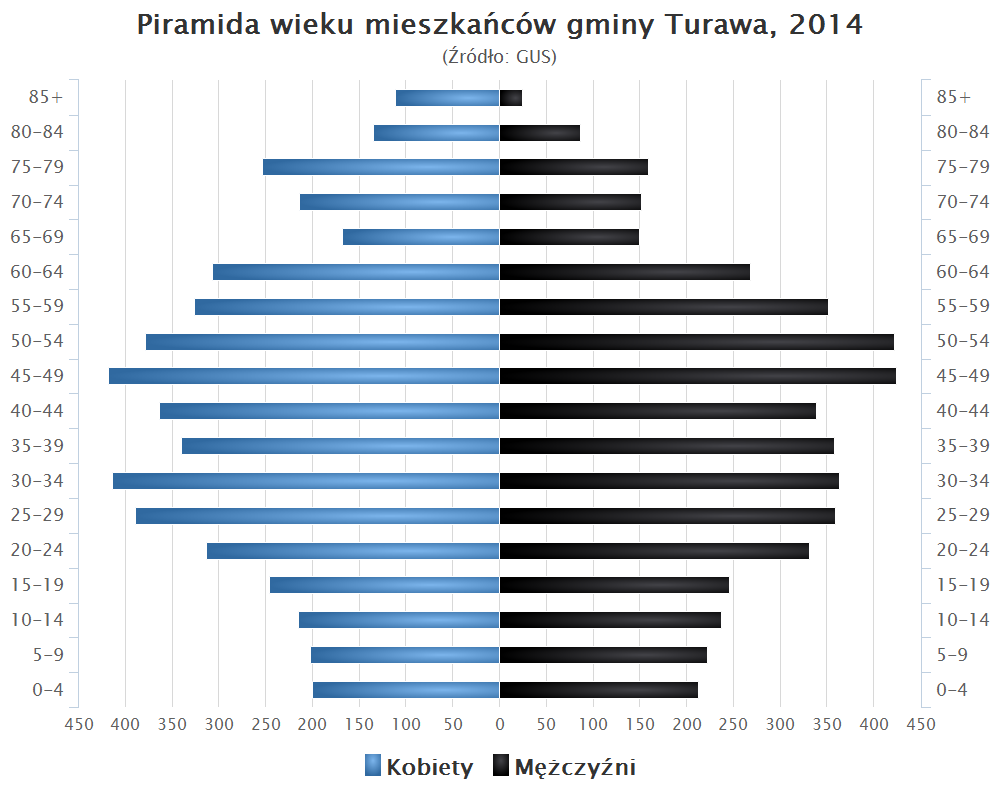
Piramida wieku mieszkańców gminy Turawa w 2014 roku

Dane z 30 czerwca 2004:
| Opis                              | Ogółem | Ogółem | Kobiety | Kobiety | Mężczyźni | Mężczyźni |
| --------------------------------- | ------ | ------ | ------- | ------- | --------- | --------- |
| jednostka                         | osób   | %      | osób    | %       | osób      | %         |
| populacja                         | 9547   | 100    | 4905    | 51,4    | 4642      | 48,6      |
| gęstość zaludnienia (mieszk./km²) | 55,7   | 55,7   | 28,6    | 28,6    | 27,1      | 27,1      |

## Położenie
Gmina Turawa położona jest w centralnej części województwa opolskiego, na północny wschód od Opola. Większą część powierzchni gminy zajmują lasy z kompleksu stobrawsko-turawskiego, wykorzystywane gospodarczo w bardzo ograniczonym zakresie.
Przez gminę przepływają Mała Panew oraz Chrząstawa. W obszarze gminy znajdują się Jeziora Turawskie.
Ze względu na duże walory krajobrazowe okolicznych jezior i lasów gmina jest uprzemysłowiona w niewielkim stopniu (działa tu jedynie Fabryka Wyrobów Metalowych w Osowcu). Wiodącą funkcją gminy jest turystyka i wypoczynek, a także dodatkowo rolnictwo i mieszkalnictwo.

## Sołectwa i osiedle
- Bierdzany
- Kadłub Turawski
- Kotórz Mały
- Kotórz Wielki
- Ligota Turawska
- Osowiec (z przysiółkiem Trzęsina)
- Rzędów
- Turawa (z przysiółkiem Marszałki)
- Węgry
- Zakrzów Turawski
- Zawada
- Osiedle Zawada (wydzielone z sołectwa Zawada w 2008 roku)

## Pozostałe miejscowości
Borek, Piła

## Sąsiednie gminy
Chrząstowice, Lasowice Wielkie, Łubniany, Opole, Ozimek, Zębowice